# Christian Gottlieb Teichelmann
Christian Gottlieb Teichelmann (* 15. Dezember 1807 in Dahme/Mark; † 31. Mai 1888 in Stansbury, Yorke Peninsula (Australien)) war ein Missionar und Sprachforscher in Australien.

## Leben und Wirken
Teichelmann entstammte einer Dahmer Tuchmachermeisterfamilie und wurde in Dahme am 15. Dezember 1807 geboren. Er ging hier bis zum vierzehnten Lebensjahr in die Schule und begann danach eine Lehre als Zimmermann. Ab 1829 studierte er in Berlin und Dresden und trat der Dresdner Mission bei. Ab 1839 wirkte er als Missionar im australischen Bundesstaat South Australia bei den Kaurna, einem Stamm der Aborigines. Hier freundete er sich mit Mullawirraburka, dem Stammesführer, an und erlernte von ihm die Sprache des Stammes. Er veröffentlichte die Grundzüge der Kaurna-Sprache in zwei bis heute grundlegenden Büchern und erhielt somit diese Sprache der Nachwelt.
Am 25. Dezember 1843 heiratete er die 18-jährige Tochter eines Nachbarn, Margaret Nicholson. Sie zeugten gemeinsam 15 Kinder, von denen zwölf erwachsen wurden. Diese wurden im eigenen Haus unterrichtet und aufgrund der finanziellen Lage erhielt lediglich ihr Sohn Ebenezer Teichelmann eine weiterführende Ausbildung.
1866 zog er sich auf die Halbinsel Yorke Peninsula zurück, wo er 1888 starb.

## Werke
- Outlines of a Grammar, Vocabulary and Phraseology of the Aboriginal Language of South Australia Spoken by the Natives in and for Some Distance Around Adelaide (mit Clamor Wilhelm Schürmann), Adelaide, 1840
- Aboriginals of South Australia: Illustrative and Explanatory Note of the Manners, Customs, Habits and Superstitions of the Natives of South Australia, Adelaide, 1841